# SK Liet Zemun
SK Liet je bio nogometni klub iz Zemuna (danas Srbija), oko kojeg su se okupljali Nijemci. 
Sudjelovao je u nogometnom prvenstvu NDH. 
U prvenstvu NDH 1944. u nedovršenom prvenstvu NDH, igrao je u prvenstvu Zemuna, koje su okončali na predzadnjem mjestu.
Klub nije nastavio postojati nakon 1945.